# Autoinganno
L'autoinganno è un processo decettivo di negazione o razionalizzazione che prescinde da rilevanza, significato e importanza di evidenze e argomentazioni logiche opposte ad esso. L'autoinganno consiste nel convincere se stessi, attraverso diverse manovre, di una verità (o dell'assenza di una verità), senza avere alcuna consapevolezza di queste manovre.